# Marcelo Spínola y Maestre
Marcelo Spínola y Maestre (né le 14 janvier 1835 à San Fernando, dans la province de Cadix et mort le 19 janvier 1906) est un archevêque et cardinal espagnol de la fin du XIXe et du début du XXe siècle fondateur des Servantes du Divin Cœur. Vénéré comme bienheureux, il est commémoré le 19 janvier selon le Martyrologe romain.

## Biographie
Fils d'un marquis de Cadix, Marcelo Spínola y Maestre fait de brillantes études. Le 29 juin 1856 il obtient la licence en droit à l'université de Séville et commence une carrière d'avocat, avant d'entrer dans les ordres. Ordonné prêtre à Séville en 1864, il voue son apostolat aux malades et aux pauvres abandonnés. En 1881, il est nommé évêque de Milos, puis de Coria et de Malaga, avant d'être transféré à l'archevêché à Séville.
Il prend soin de l'éducation des jeunes ouvriers. « C'est un saint, l'évêque est un saint », disait-on.
En 1905, le pape Pie X le crée cardinal. Malade, il meurt avant d'avoir reçu son titre.

## Béatification

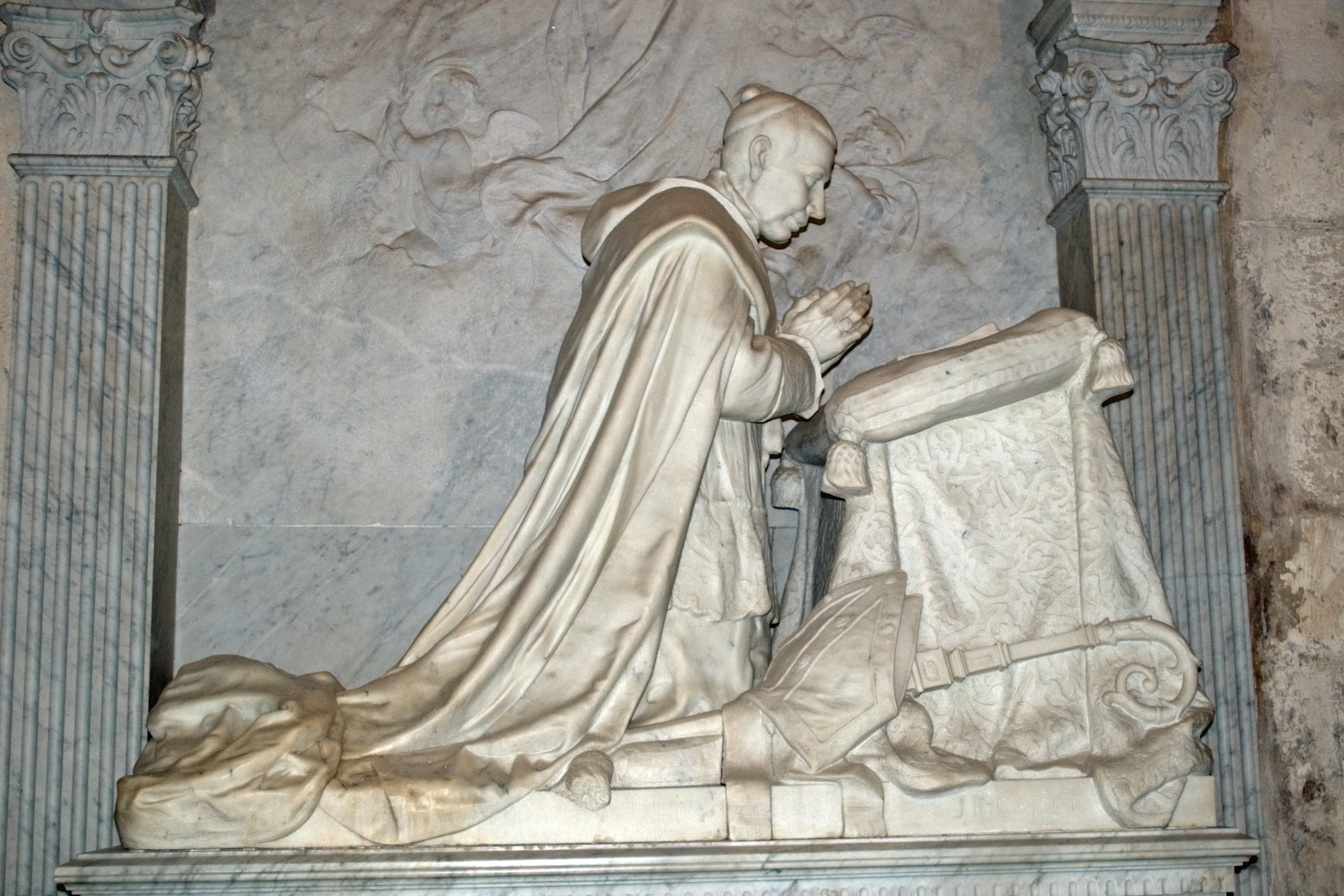
Tombe du cardinal dans la Cathédrale de Séville

Mgr Marcelo Spínola y Maestre est béatifié par le pape Jean-Paul II le 29 mars 1987.